# 루이스 아리에타

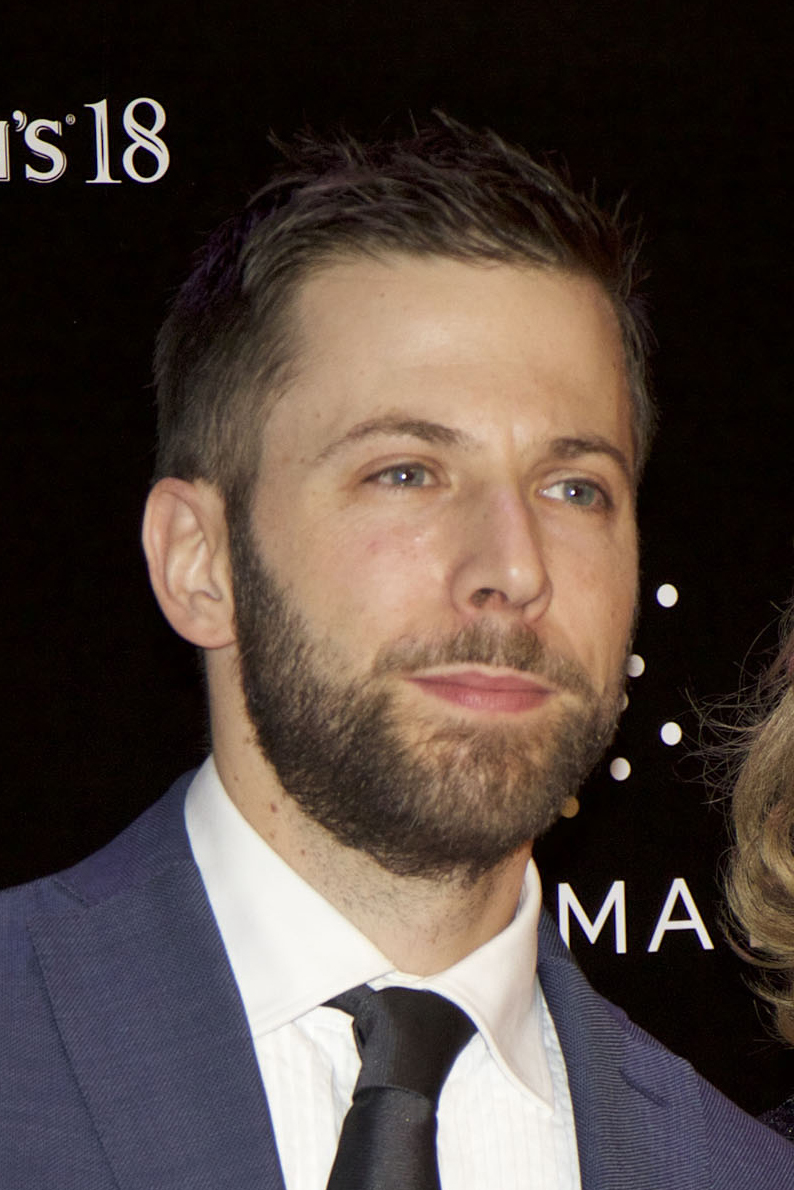

루이스 아리에타(Luis Arrieta, 1982년 7월 23일 ~ )는 멕시코의 텔레비전 배우, 연극 배우, 영화배우이다.
멕시코시티에서 태어났다.

## 영화
- 사랑의 불시착 (2016년) - 밋치 역
- 어 라 말라 (2015년)
- 캔틴플라스 (2014년) - 빌리 역
- 살인의 기억 (2011년)
- 프레루디오 (2010년)
- 드래곤볼 에볼루션 (2009년)